# Fernando Diz-Lois
Fernando Diz-Lois Martínez (Orense, 1940) es un médico y escritor español.

## Biografía
Nace en Orense. Es médico especialista en Medicina Interna y Nefrología por la Clínica de la Concepción (Fundación Jiménez Díaz) y la Universidad de Pensilvania en Estados Unidos.
El doctor Diz-Lois es un internista que ha centrado su labor profesional en el sistema sanitario público. Desde 1973 ejerció como jefe del departamento de Medicina Interna del Complejo Hospitalario Universitario de La Coruña (CHUAC), labor que compagina con la docencia universitaria. Según Feijóo,[¿quién?] fue él el que emprendió la puesta en marcha de "unidades de curta estancia" en el ámbito hospitalario, lo que ha elevado la "rotación e a eficiencia" del centro.[cita requerida]
Como escritor ha publicado innumerables[¿cuántos?] artículos en revistas científicas de medicina y dos libros acerca de sus orígenes sobre la ciudad de Orense y sobre Entrimo y sus aledaños.
En 2011 fue nombrado doctor emérito del SERGAS. Él y Ovidio Fernández Álvarez fueron los primeros facultativos en recibir este reconocimiento.

## Premios
- Medalla Castelao 2009,[2]
- Medalla al Mérito Sanitario.[3]
- Medalla de oro y brillantes del Colegio Médicos de La Coruña.[4]

## Obras
- Orense Recuerdos de una Ciudad, 187 pg, 2005, ISBN 84-609-6500-7
- La Medicina Interna como modelo de práctica Clínica, 274 pg, 2008, SOGAMI, ISBN 978-84-612-6100-0[5]
- Xures, 249 pg, Kadmos, 2010, ISBN 978-84-9737-139-1